# Sahydroaraneus hirsti
Espèce
Sahydroaraneus hirsti est une espèce d'araignées mygalomorphes de la famille des Theraphosidae.

## Distribution
Cette espèce est endémique du Kerala en Inde,. Elle se rencontre dans le district de Thrissur.

## Description
Le mâle holotype mesure 14,61 mm.

## Étymologie
Cette espèce est nommée en l'honneur d'Arthur Stanley Hirst.

## Publication originale
- Mirza, Sanap & Bhosale, 2014 : Preliminary Review of Indian Eumenophorinae (Araneae: Theraphosidae) with Description of a New Genus and Five New Species from the Western Ghats.  PLoS One, vol. 9, no 2, e387928, p. 1-40 (texte intégral).